# Capricorno (astrologia)

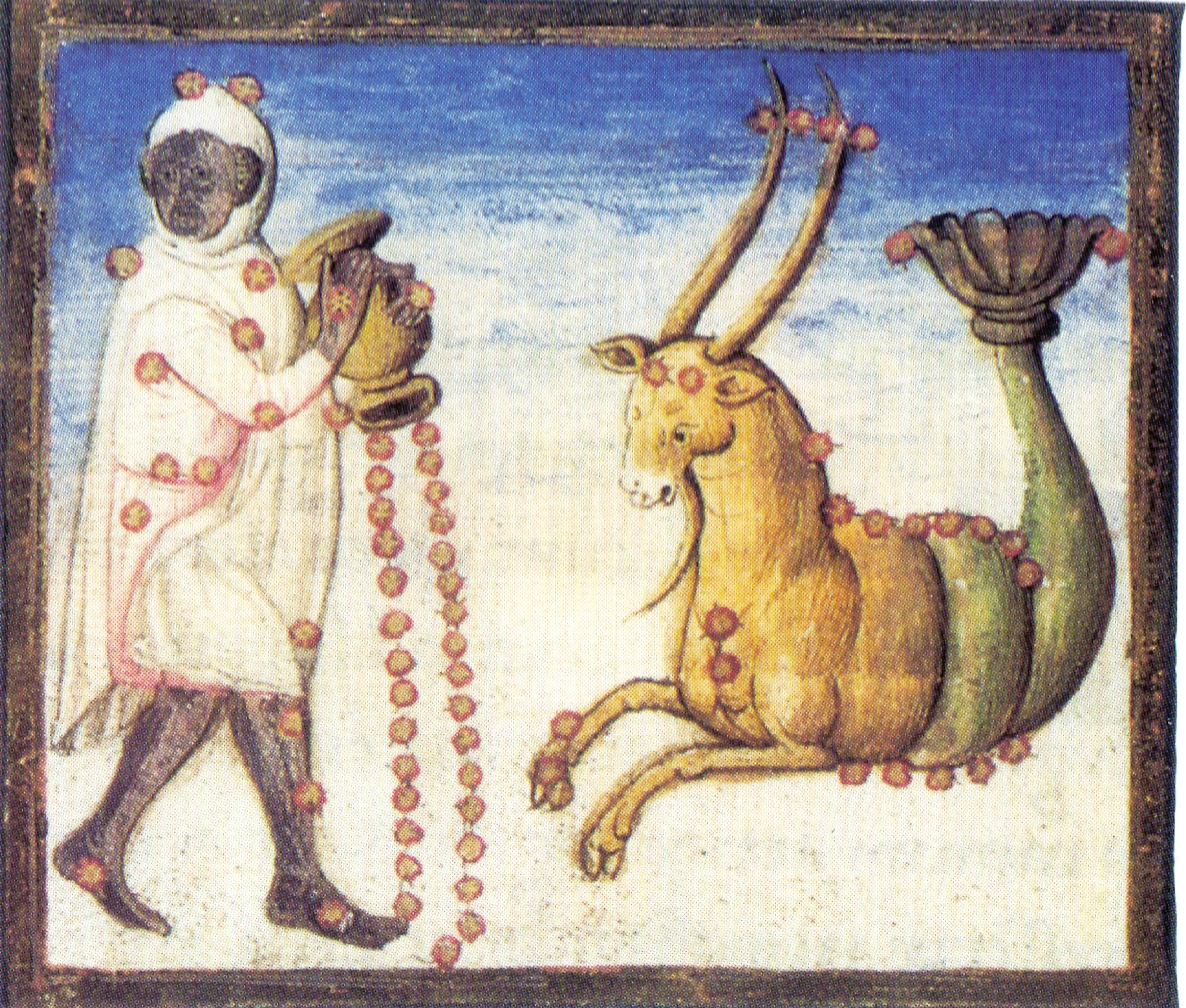
Capricorno (a destra) rappresentato nella Miscellanea Astronomica, del XV secolo, Biblioteca apostolica vaticana

Il Capricorno (♑︎) è il decimo dei 12 segni zodiacali dell'astrologia occidentale, situato tra Sagittario e Aquario.

## Caratteristiche

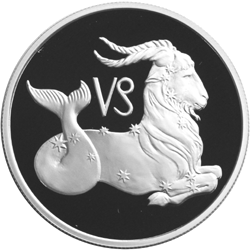
Capricorno rappresentato sulla moneta di 2 rubli del 2002

Il Capricorno è un segno cardinale di terra, governato da Saturno. In questo segno Marte si trova in esaltazione, la Luna in esilio,  Giove in caduta. Il segno opposto è il Cancro.
Il colore del segno è il nero, il grigio e i colori scuri.
Il simbolo del segno è l'omonima creatura chimerica, stambecco nella parte superiore, delfino in quella inferiore. Il simbolo stilizzato si trova in due modi: il primo quello che vediamo a lato, il secondo è un'unione di un sette e un sei.
Secondo l'astrologia occidentale, le persone nate sotto tale segno avrebbero notevole tenacia e ambizione, grazie alle quali sarebbero capaci raggiungere i propri traguardi con successo. Prudenza, pazienza, riflessione e autocontrollo apparterrebbero anch'esse al Capricorno. Gli appartenenti a questo segno mostrerebbero inoltre una certa introversione e riservatezza e sono connotati da un pessimismo e da una chiusura spesso evidenti, il che denoterebbe caratteri spesso freddi e diffidenti verso il prossimo. Come tutti i segni di terra, le persone appartenenti al segno del Capricorno potrebbero essere molto materialiste. Il colore da portare è il nero.
Il Sole si può trovare nel segno del Capricorno nel periodo che va, all'incirca, dal 22 dicembre al 19 gennaio: l'inizio coincide con il solstizio d'inverno, stagione di cui il Capricorno rappresenta il primo segno. Il periodo esatto varia di anno in anno e per stabilire la sua posizione nei giorni estremi è necessario consultare le effemeridi, tabelle astronomiche che hanno la funzione di determinare la posizione di un oggetto celeste in un determinato tempo.
Insieme al Cancro è l'unico segno a dare nome a un tropico terrestre. Si trova a sud dell'Equatore.